# 中加賀屋
中加賀屋（なかかがや）は、大阪府大阪市住之江区にある町名。現行行政地名は中加賀屋一丁目から中加賀屋四丁目。

## 地理
住之江区の東部に位置し、東に東加賀屋、西に西加賀屋、南に御崎、北に北加賀屋と接している。

## 歴史
1974年（昭和49年）、大阪市住吉区中加賀屋1 - 4丁目・西加賀屋1 - 4丁目の各一部より、住之江区中加賀屋1 - 4丁目成立。

## 世帯数と人口
2024年（令和6年）9月30日現在（大阪市発表）の世帯数と人口は以下の通りである。
| 丁目           | 世帯数    | 人口    |
| -------------- | --------- | ------- |
| 中加賀屋一丁目 | 1,121世帯 | 2,058人 |
| 中加賀屋二丁目 | 817世帯   | 1,381人 |
| 中加賀屋三丁目 | 1,125世帯 | 1,933人 |
| 中加賀屋四丁目 | 370世帯   | 527人   |
| 計             | 3,433世帯 | 5,899人 |

### 人口の変遷
国勢調査による人口の推移。
| 1995年（平成7年）  | 7,743人 | [ 6 ]  |  |
| 2000年（平成12年） | 7,505人 | [ 7 ]  |  |
| 2005年（平成17年） | 7,090人 | [ 8 ]  |  |
| 2010年（平成22年） | 6,470人 | [ 9 ]  |  |
| 2015年（平成27年） | 6,192人 | [ 10 ] |  |
| 2020年（令和2年）  | 5,979人 | [ 11 ] |  |

### 世帯数の変遷
国勢調査による世帯数の推移。
| 1995年（平成7年）  | 2,892世帯 | [ 6 ]  |  |
| 2000年（平成12年） | 3,002世帯 | [ 7 ]  |  |
| 2005年（平成17年） | 3,015世帯 | [ 8 ]  |  |
| 2010年（平成22年） | 3,001世帯 | [ 9 ]  |  |
| 2015年（平成27年） | 3,043世帯 | [ 10 ] |  |
| 2020年（令和2年）  | 3,227世帯 | [ 11 ] |  |

## 学区
市立小・中学校に通う場合、学区は以下の通りとなる。なお、小学校・中学校入学時に学校選択制度を導入しており、通学区域以外に住之江区にある小学校（自宅から概ね2km以内、学校の中心から距離で1.5km以内）・中学校から選択することも可能。
| 丁目           | 番   | 小学校                 | 中学校               |
| -------------- | ---- | ---------------------- | -------------------- |
| 中加賀屋一丁目 | 全域 | 大阪市立加賀屋東小学校 | 大阪市立加賀屋中学校 |
| 中加賀屋二丁目 | 全域 | 大阪市立加賀屋東小学校 | 大阪市立加賀屋中学校 |
| 中加賀屋三丁目 | 全域 | 大阪市立住吉川小学校   | 大阪市立真住中学校   |
| 中加賀屋四丁目 | 全域 | 大阪市立住吉川小学校   | 大阪市立真住中学校   |

## 事業所
2021年（令和3年）現在の経済センサス調査による事業所数と従業員数は以下の通りである。
| 丁目           | 事業所数  | 従業員数 |
| -------------- | --------- | -------- |
| 中加賀屋一丁目 | 23事業所  | 263人    |
| 中加賀屋二丁目 | 121事業所 | 646人    |
| 中加賀屋三丁目 | 126事業所 | 661人    |
| 中加賀屋四丁目 | 37事業所  | 551人    |
| 計             | 307事業所 | 2,121人  |

## 交通

### 鉄道
- 大阪市高速電気軌道
  - 四つ橋線 北加賀屋駅（所在地は、北加賀屋二丁目であるが、一部が中加賀屋一丁目に入っている。）

### バス
2020年4月現在
- 大阪シティバス[15]
  - 15号系統：地下鉄北加賀屋
  - 48号系統：姫松橋 - 中加賀屋二丁目 - 中加賀屋一丁目

### 道路
- 大阪府道5号大阪港八尾線（南港通）

## 施設
- 大阪市消防局 住之江消防署 加賀屋出張所
- 住之江警察署 中加賀屋交番
- 大阪信用金庫 住之江支店[16]
- 加賀幼稚園[17]
- サンディ 住之江加賀屋店[18]
- 食品館アプロ 加賀屋店[19]
- ライフ 加賀屋店[20]
- 中加賀屋公園
- 加賀屋公園

## その他

### 日本郵便
- 〒559-0017[3]（集配局：住之江郵便局[21]）